# Nuoto ai Giochi della XIX Olimpiade - 200 metri stile libero maschili
La competizione dei 200 metri stile libero maschili di nuoto ai Giochi della XIX Olimpiade si è svolta il giorno 24 ottobre 1968 alla Piscina Olímpica Francisco Márquez di Città del Messico.

## Programma
| Data            | Round      | Note                           |
| --------------- | ---------- | ------------------------------ |
| 24 ottobre 1968 | 9 Batterie | I migliori 8 tempi alla finale |
| 24 ottobre      | Finale     |                                |

## Risultati

### Batterie
| Pos. | Atleta            | Nazione        | Totale | Pos F |
| ---- | ----------------- | -------------- | ------ | ----- |
| 1    | John Nelson       | Stati Uniti    | 1'59"5 | 2 Q   |
| 2    | Wolfgang Kremer   | Germania Ovest | 2'02"1 | 15    |
| 3    | Mark Anderson     | Australia      | 2'02"2 | 18    |
| 4    | Noboru Waseda     | Giappone       | 2'03"4 | 22    |
| 5    | Gary Goodner      | Porto Rico     | 2'06"6 | 35    |
| 6    | Salvador Vilanova | El Salvador    | 2'14"6 | 50    |

| Pos. | Atleta                | Nazione   | Totale | Pos F |
| ---- | --------------------- | --------- | ------ | ----- |
| 1    | Michael Wenden        | Australia | 1'59"3 | 1 Q   |
| 2    | Bob Windle            | Australia | 2'01"0 | 7 Q   |
| 3    | Władysław Wojtakajtis | Polonia   | 2'06"0 | 31    |
| 4    | Mátyás Borlói         | Ungheria  | 2'06"5 | 34    |
| 5    | Amnon Krauz           | Israele   | 2'09"3 | 41    |
| 6    | Gregorio Fiallo       | Cuba      | 2'10"5 | 45    |

| Pos. | Atleta          | Nazione  | Totale | Pos F |
| ---- | --------------- | -------- | ------ | ----- |
| 1    | Sandy Gilchrist | Canada   | 2'01"8 | 13    |
| 2    | Lester Eriksson | Svezia   | 2'02"1 | 15    |
| 3    | Gilles Moreau   | Francia  | 2'02"7 | 19    |
| 4    | Satoru Nakano   | Giappone | 2'05"5 | 28    |
| 5    | Federico Sicard | Colombia | 2'11"1 | 46    |
| 6    | José Martínez   | Cuba     | 2'16"1 | 53    |

| Pos. | Atleta          | Nazione          | Totale | Pos F |
| ---- | --------------- | ---------------- | ------ | ----- |
| 1    | Don Schollander | Stati Uniti      | 2'00"0 | 3 Q   |
| 2    | Luis Nicolao    | Argentina        | 2'01"8 | 13    |
| 3    | Johan Schans    | Paesi Bassi      | 2'04"1 | 23    |
| 4    | Gunnar Larsson  | Svezia           | 2'04"9 | 25    |
| 5    | Elt Drenth      | Paesi Bassi      | 2'05"6 | 29    |
| 6    | Georgij Kulikov | Unione Sovietica | 2'08"3 | 39    |
| 7    | Ronnie Wong     | Hong Kong        | 2'15"0 | 51    |
| 8    | Angus Edghill   | Barbados         | 2'19"1 | 55    |

| Pos. | Atleta             | Nazione          | Totale | Pos F |
| ---- | ------------------ | ---------------- | ------ | ----- |
| 1    | Stephen Rerych     | Stati Uniti      | 2'00"6 | 6 Q   |
| 2    | Semën Belic-Gejman | Unione Sovietica | 2'01"2 | 8 Q   |
| 3    | Pano Capéronis     | Svizzera         | 2'04"9 | 25    |
| 4    | Ørjan Madsen       | Norvegia         | 2'05"4 | 27    |
| 5    | Ricardo González   | Colombia         | 2'05"8 | 30    |
| 6    | Tony Jarvis        | Gran Bretagna    | 2'09"3 | 41    |
| 7    | Robert Loh         | Hong Kong        | 2'16"2 | 54    |

| Pos. | Atleta               | Nazione          | Totale | Pos F |
| ---- | -------------------- | ---------------- | ------ | ----- |
| 1    | Alain Mosconi        | Francia          | 2'00"1 | 5 Q   |
| 2    | Leonid Il'ičëv       | Unione Sovietica | 2'01"3 | 9     |
| 3    | George Smith         | Canada           | 2'03"2 | 21    |
| 4    | Roosevelt Abdulgafur | Filippine        | 2'04"8 | 24    |
| 5    | Fernando González    | Ecuador          | 2'07"3 | 37    |
| 6    | Werner Krammel       | Germania Ovest   | 2'07"9 | 38    |
| 7    | Ramiro Benavides     | Guatemala        | 2'11"7 | 47    |
| 8    | José Alvarado        | El Salvador      | 2'20"2 | 56    |

| Pos. | Atleta            | Nazione    | Totale | Pos F |
| ---- | ----------------- | ---------- | ------ | ----- |
| 1    | Juan Carlos Bello | Perù       | 2'01"3 | 9     |
| 2    | Julio Arango      | Colombia   | 2'03"1 | 20    |
| 3    | Zbigniew Pacelt   | Polonia    | 2'06"3 | 33    |
| 4    | Jorge González    | Porto Rico | 2'09"1 | 40    |
| 5    | Csaba Csatlós     | Ungheria   | 2'10"0 | 43    |
| 6    | Gábor Kucsera     | Ungheria   | 2'12"8 | 49    |

| Pos. | Atleta                    | Nazione        | Totale | Pos F |
| ---- | ------------------------- | -------------- | ------ | ----- |
| 1    | Ralph Hutton              | Canada         | 2'00"0 | 3 Q   |
| 2    | Olaf, Baron von Schilling | Germania Ovest | 2'01"7 | 12    |
| 3    | Tony Asamali              | Filippine      | 2'06"2 | 32    |
| 4    | Ingvar Eriksson           | Svezia         | 2'10"0 | 43    |
| 5    | Andrew Loh                | Hong Kong      | 2'15"8 | 52    |

| Pos. | Atleta           | Nazione     | Totale | Pos F |
| ---- | ---------------- | ----------- | ------ | ----- |
| 1    | Michel Rousseau  | Francia     | 2'01"5 | 11    |
| 2    | Kunihiro Iwasaki | Giappone    | 2'02"1 | 15    |
| 3    | Aad Oudt         | Paesi Bassi | 2'06"6 | 35    |
| 4    | Luis Ayesa       | Filippine   | 2'12"2 | 48    |
| 5    | Ernesto Durón    | El Salvador | 2'24"1 | 57    |

### Finale
| Pos.    | Atleta             | Nazione          | Totale | Pos F           |
| ------- | ------------------ | ---------------- | ------ | --------------- |
| Oro     | Michael Wenden     | Australia        | 1'55"2 | Record olimpico |
| Argento | Don Schollander    | Stati Uniti      | 1'55"8 |                 |
| Bronzo  | John Nelson        | Stati Uniti      | 1'58"1 |                 |
| 4       | Ralph Hutton       | Canada           | 1'58"6 |                 |
| 5       | Alain Mosconi      | Francia          | 1'59"1 |                 |
| 6       | Bob Windle         | Australia        | 2'00"9 |                 |
| 7       | Semën Belic-Gejman | Unione Sovietica | 2'01"5 |                 |
| -       | Stephen Rerych     | Stati Uniti      | -      | NP              |